# Bruno Spengler
Bruno Spengler (Schiltigheim, 23 agosto 1983) è un pilota automobilistico canadese di origini alsaziane, soprannominato The Secret Canadian, è pilota ufficiale del marchio BMW attualmente impegnato nel Super GT.
Ha preso parte quindici stagioni del Deutsche Tourenwagen Masters (DTM), correndo dal 2005 al 2011 con al Mercedes e dal 2012 al 2019 con la BMW. Nella serie ha vinto 16 corse e si è laureato campione nel 2012.

## Carriera
Spengler è nato vicino a Strasburgo, in Francia, ma al età di tre anni si è trasferito a a Saint-Hippolyte, Québec, Canada. Nel 1995 ha iniziato a correre in kart e poi ad esordire in monoposto correndo nella Formula Renault francese. Nel 2003 si lega al team ASM (ART Grand Prix) correndo nella Formula 3 Euro Series a partire dal round del Norisring. Il pilota canadese nella sua prima stagione ottiene tre podi, chiudendo decimo in classifica piloti. Per la stagione 2004 rimane nella serie passando al team ASL-Mücke Motorsport. Spengler ottiene un solo podio durante la stagione e chiude al undicesimo posto.

### Deutsche Tourenwagen Masters
Nel 2005 Spengler esordisce nel Deutsche Tourenwagen Masters (DTM) legandosi alla Mercedes-Benz e al team Persson. L'anno seguente passa la team ufficiale della Mercedes, HWA. Al Norisring ottiene la sua prima vittoria nella serie davanti a Bernd Schneider. Nel resto della stagione ottiene altre tre vittorie diventando vice campione nella serie dietro a Schneider. Nel 2007 ottiene una sola vittoria e si conferma vice campione dietro a Mattias Ekström. Nelle due stagioni successive non riesce a tornare alla vittoria, la sua astinenza finisce nel 2010 con la vittoria a Lausitzring. In quella stagione ottiene una seconda vittoria e chiude terzo in classifica dietro Paul di Resta e Gary Paffett. Nella stagione 2011 ottiene altre due vittorie e chiude ancora terzo in classifica.
Nel 2012 Spengler lascia la Mercedes e passa alla BMW guidando per il team Schnitzer. Il pilota canadese ottiene quattro vittorie e si laurea campione con quattro punti di vantaggio su Gary Paffett, secondo classificato. Rimane legato al team per altre due stagioni conquistando una sola vittoria. Nel 2015 passa al team MTEK, ma con la nuova squadra non raggiunge grandi risultati e nel 2017 passa al RBM. La stagione 2019 è l'ultima di Spengler nel DTM, ottiene la vittoria al Norisring chiudendo nono in classifica.
Alla fine del 2024 annuncia il suo addio a BMW. 

## Risultati

### Deutsche Tourenwagen Masters
| Anno | Team               | Vetture                    | 1       | 2       | 3       | 4       | 5      | 6      | 7      | 8      | 9       | 10      | 11     | 12      | 13      | 14     | 15     | 16     | 17      | 18     | 19    | 20    | Punti | Pos. |
| ---- | ------------------ | -------------------------- | ------- | ------- | ------- | ------- | ------ | ------ | ------ | ------ | ------- | ------- | ------ | ------- | ------- | ------ | ------ | ------ | ------- | ------ | ----- | ----- | ----- | ---- |
| 2005 | Persson Motorsport | AMG-Mercedes C-Klasse 2004 | HOC 12  | LAU 15  | SPA Rit | BRN 11  | OSC 16 | NOR 13 | NÜR 15 | ZAN 9  | LAU 6   | IST 8   | HOC 8  |         |         |        |        |        |         |        |       |       | 5     | 16°  |
| 2006 | HWA Team           | AMG-Mercedes C-Klasse 2006 | HOC 9   | LAU 5   | OSC 2   | BRH 7   | NOR 1  | NÜR 1  | ZAN 4  | CAT 5  | BUG 1   | HOC 1   |        |         |         |        |        |        |         |        |       |       | 63    | 2°   |
| 2007 | HWA Team           | AMG-Mercedes C-Klasse 2007 | HOC 14  | OSC Rit | LAU 3   | BRH 5   | NOR 1  | MUG 4  | ZAN 5  | NÜR 2  | CAT 2   | HOC 4   |        |         |         |        |        |        |         |        |       |       | 47    | 2°   |
| 2008 | HWA Team           | AMG-Mercedes C-Klasse 2008 | HOC 4   | OSC 3   | MUG 9   | LAU 6   | NOR 2  | ZAN 5  | NÜR 7  | BRH 6  | CAT Rit | BUG 7   | HOC 4  |         |         |        |        |        |         |        |       |       | 38    | 5°   |
| 2009 | HWA Team           | AMG-Mercedes C-Klasse 2009 | HOC Rit | LAU 2   | NOR 2   | ZAN 5   | OSC 6  | NÜR 6  | BRH 6  | CAT 5  | DIJ 3   | HOC 7   |        |         |         |        |        |        |         |        |       |       | 41    | 4°   |
| 2010 | HWA Team           | AMG-Mercedes C-Klasse 2009 | HOC 2   | VAL 2   | LAU 1   | NOR 3   | NÜR 1  | ZAN 7  | BRH 2  | OSC 2  | HOC Rit | ADR 3   | SHA 13 |         |         |        |        |        |         |        |       |       | 66    | 3°   |
| 2011 | HWA Team           | AMG-Mercedes C-Klasse 2009 | HOC 1   | ZAN 2   | SPL 4   | LAU 3   | NOR 1  | NÜR 2  | BRH 7  | OSC 13 | VAL 7   | HOC 9   |        |         |         |        |        |        |         |        |       |       | 51    | 3°   |
| 2012 | BMW Team Schnitzer | BMW M3 DTM                 | HOC Rit | LAU 1   | BRH 2   | SPL Rit | NOR 3  | NÜR 1  | ZAN 6  | OSC 1  | VAL 6   | HOC 1   |        |         |         |        |        |        |         |        |       |       | 149   | 1°   |
| 2013 | BMW Team Schnitzer | BMW M3 DTM                 | HOC 5   | BRH 2   | SPL 1   | LAU 7   | NOR 6  | MSC 19 | NÜR 14 | OSC 21 | ZAN 20  | HOC 3   |        |         |         |        |        |        |         |        |       |       | 82    | 3°   |
| 2014 | BMW Team Schnitzer | BMW M4 DTM                 | HOC 6   | OSC 12  | HUN 3   | NOR 11  | MSC 2  | SPL 10 | NÜR 12 | LAU 15 | ZAN 16  | HOC 12  |        |         |         |        |        |        |         |        |       |       | 42    | 11°  |
| 2015 | BMW Team MTEK      | BMW M4 DTM                 | HOC 11  | HOC 9   | LAU 11  | LAU 19  | NOR 5  | NOR 3  | ZAN 5  | ZAN 3  | SPL 15  | SPL 15  | MSC 3  | MSC 2   | OSC 2   | OSC 10 | NÜR 19 | NÜR 3  | HOC 19  | HOC 8  |       |       | 123   | 5°   |
| 2016 | BMW Team MTEK      | BMW M4 DTM                 | HOC 6   | HOC Rit | SPL 13  | SPL 9   | LAU 11 | LAU 9  | NOR 5  | NOR 7  | ZAN 13  | ZAN 14  | MSC 15 | MSC 3   | NÜR 18  | NÜR 6  | HUN 14 | HUN 12 | HOC 14  | HOC 12 |       |       | 51    | 15°  |
| 2017 | BMW Team RBM       | BMW M4 DTM                 | HOC 12  | HOC 9   | LAU 14  | LAU 16  | HUN 3  | HUN 14 | NOR 1  | NOR 12 | MSC 12  | MSC 3   | ZAN 14 | ZAN 10  | NÜR 13  | NÜR 4  | SPL 12 | SPL 16 | HOC 10  | HOC 14 |       |       | 75    | 13°  |
| 2018 | BMW Team RBM       | BMW M4 DTM                 | HOC 6   | HOC 8   | LAU 5   | LAU 15  | HUN 12 | HUN SQ | NOR 6  | NOR 4  | ZAN 12  | ZAN 13  | BRH 17 | BRH 14  | MIS Rit | MIS 11 | NÜR 2  | NÜR 4  | SPL Rit | SPL 15 | HOC 9 | HOC 6 | 85    | 12°  |
| 2019 | BMW Team RMG       | BMW M4 DTM                 | HOC 7   | HOC 5   | ZOL 10  | ZOL 7   | MIS 4  | MIS 8  | NOR 5  | NOR 1  | ASS 15  | ASS Rit | BRH 12 | BRH Rit | LAU 9   | LAU 14 | NÜR 2  | NÜR 10 | HOC 8   | HOC 9  |       |       | 106   | 9°   |

### 24 Ore di Daytona
| Anno | Team         | Co-piloti                                   | Auto        | Classe | Giri | Pos. | Class Pos. |
| ---- | ------------ | ------------------------------------------- | ----------- | ------ | ---- | ---- | ---------- |
| 2015 | BMW Team RLL | Bill Auberlen Dirk Werner Augusto Farfus    | BMW Z4 GTLM | GTLM   | 725  | 5°   | 2°         |
| 2016 | BMW Team RLL | Bill Auberlen Dirk Werner Augusto Farfus    | BMW M6 GTLM | GTLM   | 721  | 11°  | 5°         |
| 2017 | BMW Team RLL | Bill Auberlen Alexander Sims Augusto Farfus | BMW M6 GTLM | GTLM   | 651  | 12°  | 8°         |

### 24 Ore di Le Mans
| Anno | Team                 | Co-piloti                | Auto                  | Classe | Giri | Pos. | Class Pos. |
| ---- | -------------------- | ------------------------ | --------------------- | ------ | ---- | ---- | ---------- |
| 2020 | ByKolles Racing Team | Oliver Webb Tom Dillmann | ENSO CLM P1/01-Gibson | LMP1   | 97   | Rit  | Rit        |

### ETCR
| Anno    | Squadra               | Vettura                | FRA | UNG | SPA | BEL | ITA | GER | Punti | Pos. |
| ------- | --------------------- | ---------------------- | --- | --- | --- | --- | --- | --- | ----- | ---- |
| 2022    | Romeo Ferraris - M1RA | Alfa Romeo Giulia ETCR | 5   | 4   | 7   | 8   | 9   | 9   | 306   | 6°   |
| Legenda |                       |                        |     |     |     |     |     |     |       |      |